# Georgia Louise Harris Brown
Georgia Louise Harris Brown (Topeka, Kansas; 12 de juny de 1918 - 21 de setembre de 1999) és considerada la segona dona estatunidenca afroamericana a convertir-se en arquitecta amb llicència als Estats Units. També va ser la primera dona negra a obtenir un títol en arquitectura de la Universitat de Kansas, i l'única membre negra del capítol de Chicago de Alpha Alpha Gamma (arquitectes femenins i dones professionals aliades).
Brown era filla de Carl Collins, un empleat d'enviament, i de Geòrgia Watkins, mestra d'escola que també va estudiar música clàssica. Va tenir 4 germans. Brown va mostrar aptitud artística i mecànica sent molt jove: va treballar en automòbils i equip de conreu amb el seu germà major i es va interessar per la pintura. Va estudiar en Seaman High School i va anar a la Universitat de Washburn entre 1936 i 1937. En 1938 es va mudar a Chicago i es va matricular en classes en l'Institut Armor de Tecnologia, més tard conegut com l'Institut de Tecnologia d'Illinois i va estudiar amb Mies van der Rohe. A partir de 1940, va assistir a la universitat de Kansas i es va graduar en arquitectura en 1944, la primera dona negra que ho feia. En 1941, es va casar amb James A. Brown; es van divorciar en 1952.
Va començar a treballar a Chicago per a Kenneth Roderick O'Neal de 1945 a 1949. Es va convertir en arquitecta amb llicència el 19 de juliol de 1949, i va començar a treballar per a Frank J. Kornacker & Associates aquest mateix any. Va ser l'encarregada dels càlculs estructurals als apartaments en 800 Lake Shore Drive a Chicago. Mentre estava en Kornacker, va assistir a classes d'enginyeria civil i va tenir altres treballs simultanis. Va treballar a Chicago fins a 1953, quan es va anar a Brasil. Una de les seves raons per abandonar Estats Units va ser perquè «les oportunitats de progrés estaven limitades per la seva raça» i que a Brasil, hi hauria menys límits racials per al seu èxit.
Brown va aprendre a parlar portuguès estudiant amb un amic i es va mudar permanentment a Sao Paulo en 1954. Durant 1954 va treballar per a Charles Bosworth, però més tard va obrir la seva pròpia signatura de disseny d'interiors, Escandia Ltda.
A Brasil, va treballar a diversos edificis i projectes importants. Va ser directora de projectes i dissenyadora d'un gran complex en Osasco i posteriorment propietat de Pfizer Pharmaceutical Corporation en Guarulhos. També va dissenyar una planta de Jeep en Sant Bernardo i una instal·lació d'enviament per Siemens. També va dissenyar un aeroport per Krupp d'Alemanya. Altres aspectes destacats van ser la fàbrica de pel·lícules Kodak Brasileire Comerico de 376.740 peus quadrats en São José dos Camps. També va dissenyar més d'una dotzena de cases personals de 1971 a 1985 per als rics brasilers.
En 1995, es va traslladar a Washington, D. de C., on es va retirar i va passar els últims anys com a mentora voluntària dels joves a l'Església Episcopal de Sant Lucas. Després d'una cirurgia per càncer en 1999, va entrar en un coma inesperat que va durar dues setmanes fins que va morir.